# Amanda Phillips
Pour les articles homonymes, voir Phillips.
Amanda Vaez Phillips est une actrice américaine qui s'est fait connaître en tenant le rôle principal du film d'horreur de Patrick Johnson, SideFX.

## Filmographie
- 2005 : SideFX : Tuesday
- 2005 : Sin City
- 2006 : Garden Variety: The Neighbor (court métrage) : Cindy
- 2006 : The Land of Shadowed Sand : Mary O'Rourke
- 2007 : Prison Break (série télévisée) : la jeune mère
- 2007 : Friday Night Lights (série télévisée) : Meg
- 2007 : Weekend Junkies : Adrian
- 2008 : The Sno Cone Stand Inc : Kara
- 2009 : Crushed : Amanda
- 2009 : Death Rattle (court métrage) : Carmen
- 2009 : Tucker Max : Histoires d'un serial fucker (I Hope They Serve Beer in Hell) : Liz
- 2010 : Studio Shot (court métrage) : directrice de studio
- 2012 : Haunted High (téléfilm) : Marisol
- 2012 : Biohazard: Patient Zero : doctoresse Jenna Barnes
- 2014 : The One I Wrote for You : Megan
- 2016 : The Reactors (série télévisée) : Romy